# Je Šáša vinen?
Je Šáša vinen? (v anglickém originále Krusty Gets Busted) je 12. díl 1. řady (celkem 12.) amerického animovaného seriálu Simpsonovi. Scénář napsali Jay Kogen a Wallace Wolodarsky a díl režíroval Brad Bird. V USA měl premiéru dne 29. dubna 1990 na stanici Fox Broadcasting Company a v Česku byl poprvé vysílán 26. března 1993 na stanici ČT1.

## Děj
Patty a Selma navštíví rodinu Simpsonových, aby jí ukázaly diapozitivy ze své poslední cesty na Yucatán. Marge požádá Homera, aby se cestou z práce zastavil v Kwik-E-Martu a koupil zmrzlinu. V obchodě uvidí postavu připomínající Šášu Krustyho, jak páchá loupež. Policie Krustyho brzy zadrží a odvede do vazby. Poté, co ho Homer identifikuje při policejní prohlídce a v soudní síni, je Krusty uvězněn, což Barta rozruší. Reverend Lovejoy vyzve obyvatele města, aby zničili Krustyho zboží. Krustyho pomocník Levák Bob se stává novým moderátorem jeho pořadu, překřtí ho na The Side-Show Bob Cavalcade of Whimsy a přetvoří ho tak, aby se zaměřil na vzdělávání a klasickou literaturu, přičemž zachová Itchyho a Scratchyho. Bart odmítá připustit, že by jeho idol mohl spáchat zločin, a požádá Lízu o pomoc, aby dokázala Krustyho nevinu. 
Na místě činu Bart s Lízou přesvědčí neochotného Apua, aby je nechal prohlédnout si okolí. Líza si okamžitě všimne nesrovnalostí v obžalobě. Vzpomene si, že lupič použil mikrovlnnou troubu k ohřátí burrita, přičemž ignoroval ceduli varující osoby s umělým kardiostimulátorem, aby ji nepoužívali s rizikem ozáření. Líza zmíní, že Krusty ji nemohl použít, protože má po infarktu kardiostimulátor. Také si vzpomene, že lupič četl časopis s recenzemi knih a chichotal se. Krusty je ale negramotný, k čemuž se u soudu přiznal. Líza uzná, že Bart měl o jeho nevině pravdu. Zeptá se Barta, jestli měl Krusty nějaké známé nepřátele, a on navrhne, aby se zeptali Leváka Boba. Když ho Bart a Líza navštíví, dá jim lístky na svou show. Během živého vysílání je Bart pozván na pódium k Bobovi, který odmítá Bartovy připomínky ohledně mikrovlnné trouby a časopisu a tvrdí, že Krusty nikdy neposlouchal doktory a že kreslené vtipy v časopise si můžete vychutnat, aniž byste uměli číst. 
Jakmile Bob řekne, že nosí „velké boty“, Bart si vzpomene, že dle záznamu bezpečnostní kamery Homer při loupeži šlápl lupiči na nohu a ten vykřikl bolestí. Když s Lízou sledoval, jak Krusty přichází k soudu, měl malé nohy jako všichni ostatní. Bolest by tedy Krusty necítil, a tak Bart usoudí, že viníkem je Levák Bob, protože má velké nohy a protože měl z Krustyho pádu největší prospěch. Rozhořčený Bart oprávněně vznese obvinění proti Bobovi a před diváky se hádá o svém novém objevu. Dokáže to tím, že udeří paličkou do jedné z Bobových nohou a ten reaguje bolestí a pronese stejná slova, jaká řekl lupič. Děti se okamžitě obrátí proti Bobovi za to, co udělal Krustymu. Při sledování pořadu si policie uvědomí, že si tohoto důkazu nevšimla. Náčelník Wiggum nařídí Eddiemu a Louovi, aby se vydali do studia a Boba zatkli. Jakmile se tak stane, Bob se přizná k tomu, proč to na Krustyho hodil – nesnášel, když byl příjemcem jeho ponižujících gagů a jak promrhal celé jmění na své „vulgární choutky“. Bob vysekne Bartovi nelibost často používanou hláškou ze Scooby-Dooa a varuje zločince, aby nikdy nepodceňovali děti. Nyní je Krusty po svém osvobození propuštěn a znovu získává důvěru obyvatel města, včetně Homera, jenž se mu omlouvá za to, že ho špatně identifikoval, když děkuje Bartovi za pomoc. Bart si do svého pokoje, který je znovu zaplněn Krustyho dekoracemi a zbožím, pověsí obrázek, na němž si s Krustym potřásá rukou.

## Produkce
Režisér Brad Bird chtěl epizodu zahájit detailním záběrem na Krustyho tvář. Štábu se tento nápad líbil, a tak navrhl, aby všechna tři dějství dílu, vymezená umístěním reklamních přestávek, začínala detailními záběry. První dějství začíná Krustyho tváří, která uvádí diváky do své show, druhé dějství začíná Krustyho tváří zavřenou za mřížemi a třetí dějství začíná tváří Leváka Boba na velkém plakátu. Postava Krustyho je založena na televizním klaunovi z Portlandu ve státě Oregon jménem Rusty Nails, kterého tvůrce Simpsonových Matt Groening sledoval, když v Portlandu vyrůstal. Původní televizní scénář, který napsali Jay Kogen a Wallace Wolodarsky, měl 78 stran a mnoho scén muselo být vystřiženo. Jednou ze scén, která musela být zkrácena, byla část, ve které Patty a Selma ukazují diapozitivy ze své dovolené; původně obsahovala snímky, na kterých byly zadrženy za to, že do Ameriky přivezly heroin. V tomto scénáři se objevuje i scéna, ve které se objevují záběry z dovolené.
Díl je druhým vystoupením Leváka Boba v seriálu Simpsonovi, nicméně jeho prvním větším vystoupením. Poprvé se objevil jako vedlejší postava v epizodě 1. řady Mluvící hlava, kde byl jeho design jednodušší a jeho vlasy měly kulatý tvar. Ke konci epizody se však objevuje se svým známějším účesem. Pro epizodu Je Šáša vinen? byl Bobův design aktualizován a animátoři se pokusili předělat jeho scény v Mluvící hlavě s novým designem, ale neměli na to dostatek času. Podle scénáře dílu Je Šáša vinen? měl Boba namluvit James Earl Jones, ale producenti místo toho zvolili Kelseyho Grammera, který v té době hrál v seriálu Na zdraví. V této epizodě se v seriálu Simpsonovi poprvé objevují Kent Brockman, soudce Snyder a Scott Christian.

## Kulturní odkazy
Rozkaz náčelníka Wigguma během sestavování podezřelých „Pošlete klauny!“ je narážkou na píseň Stephena Sondheima „Send in the Clowns“ z muzikálu A Little Night Music z roku 1973. Sondheimův muzikál převzal název z Mozartovy Serenády č. 13 pro smyčce G dur, Malé noční hudby, která je ústřední melodií show Leváka Boba. Detailní záběr na Krustyho tvář za mřížemi na začátku druhého dějství je odkazem na závěrečný titulkový motiv britského televizního seriálu The Prisoner ze 60. let 20. století. Hudební doprovod v této scéně připomíná znělku televizního filmu Mission: Impossible. Levák Bob čte publiku ve studiu knihu Muž se železnou maskou od Alexandra Dumase. V epizodě zazní píseň „Ev'ry Time We Say Goodbye“ od Colea Portera. Po svém zatčení mumlá Levák Bob dětem Simpsonových: „A taky by mi to prošlo, nebýt těch všetečných dětí.“, což je odkaz na hlášku ze seriálu Scooby-Doo od Hanny-Barbery, který se v době vysílání této epizody vysílal na ABC pod názvem A Pup Named Scooby-Doo.

## Přijetí
V původním americkém vysílání skončil díl v týdnu od 23. do 29. dubna 1990 na 13. místě v žebříčku sledovanosti s ratingem 16,4 podle agentury Nielsen. Byl to nejlépe hodnocený pořad na stanici Fox v tomto týdnu. Epizoda získala obecně pozitivní hodnocení od kritiků. Warren Martyn a Adrian Wood, autoři knihy I Can't Believe It's a Bigger and Better Updated Unofficial Simpsons Guide, díl chválili: „Vynalezení úhlavního nepřítele Simpsonových v podobě zavalitého, ale psychotického Angličana s dredy se v této superrychlé a superzábavné epizodě, která funguje díky neustálému převracení diváckých očekávání, skvěle povedlo.“.
David B. Grelck v DVD recenzi 1. řady ohodnotil tuto epizodu známkou 3 z 5. Colin Jacobson v DVD Movie Guide v recenzi uvedl, že „v celém dílu jsme našli skvělý materiál; opravdu se zdálo, že se seriál začíná měnit v dílo, které nyní známe a milujeme. Těžko bych k němu přiřadil nějaké nedostatky.“ a dodal, že „téměř každá epizoda s Bobem nabízí spoustu zábavy a tento díl tento trend odstartoval ve skvělém stylu“. Server Screen Rant díl označil za nejlepší díl 1. řady a tvůrce seriálu Matt Groening jej uvedl jako svou devátou nejoblíbenější epizodu Simpsonových, přičemž dodal: „Mám zvláštní lásku k televizním klauniádám.“.